# Gens Bruttia
Die gens Bruttia war eine italische römische Familie (gens), die den Gentilnamen Bruttius (auch Brittius, Brettius u. ä.; griech. Βρύττιος) trug. Sie war (besonders zur Kaiserzeit) v. a. in Süditalien (Bruttium) verbreitet. Der Name deutet vermutlich auf einen Ursprung im italischen Stamm der Bruttier hin.

## Bedeutende Vertreter
1. Bruttius Praesens (Senator, ab ca. 300 corrector von Lucania/Bruttium)
2. Lucius Bruttius Maximus (Prokonsul von Cyprus 80 n. Chr.)
3. Lucius Bruttius Praesens Lucius Fulvius Rusticus (Sohn von 3.)
4. Gaius Bruttius Praesens Polyonymus
5. Bruttia Crispina (Tochter von 4.), Gattin von Kaiser Commodus
6. Lucius Bruttius Quintius Crispinus (Sohn von 4., Konsul 187)
7. Gaius Bruttius Praesens (Sohn von 6., Konsul 217, Patron von Canisium)
8. Gaius Bruttius Crispinus (Sohn von 6., Konsul 224)
9. Gaius Bruttius Praesens (Sohn von 7., Konsul 246)